# Аль-Хасар
Абу Бакр Мухаммад ибн Абдаллах ибн Айяш аль-Хасар – марокканский математик XII века, разработавший современное символьное математическое обозначение для дробей, где числитель и знаменатель разделены горизонтальной чертой. Такое же обозначение появилось вскоре после этого в работе Фибоначчи в XIII веке.
Он является автором двух книг Kitab al-bayan wat-tadhkar (Книга демонстрации и запоминания), руководства по вычислениям и Kitab al-kamil fi sinaat al-adad (Полная книга об искусстве чисел), о разбиении чисел. Первая книга утеряна, от второй книги осталась только часть.